# Infinite (musikalbum av Deep Purple)
Infinite är Deep Purples tjugonde studioalbum, utgivet den 7 april 2017.

## Låtlista
1. "Time for Bedlam" – 4:35
2. "Hip Boots" – 3:23
3. "All I Got Is You" – 4:42
4. "One Night in Vegas" – 3:23
5. "Get Me Outta Here" – 3:58
6. "The Suprising" – 5:57
7. "Johnny's Band" – 3:51
8. "On Top of the World" – 4:01
9. "Birds of Prey" – 5:47
10. "Roadhouse Blues" – 6:00 (The Doors cover)